# Le Pacte des Marchombres
Le Pacte des Marchombres est une trilogie de l'écrivain Pierre Bottero. Elle est composée de trois tomes Ellana, Ellana l'envol et Ellana la prophétie parus entre 2006 et 2008.
Bien que les deux premiers tomes se situent chronologiquement avant le début de la Quête d'Ewilan, la fin du deuxième tome contient une scène similaire au premier tome de La Quête D'Ewilan. Le troisième tome se situe après et permet de conclure les deux trilogies, tout en posant les bases de la suivante, l'Autre.
Ces romans commencent à être adaptés en bandes dessinées après la mort de Pierre Bottero, éditées par Glénat BD. L'auteur de ces bandes dessinées est Lylian, la dessinatrice Montse Martin.

## Synopsis
L'intrigue est centrée sur Ellana, une jeune marchombre déjà introduite dans les deux trilogies de Pierre Bottero La Quête d'Ewilan et Les Mondes d'Ewilan. Les deux premiers tomes se déroulent avant ces deux trilogies, en revanche le troisième se déroule après et sert donc de conclusion à l'ensemble des trois trilogies.
Ils présentent l'enfance et l'adolescence d'Ellana, sa découverte progressive du monde et sa progression sur la voie des marchombres. Elle sera aidée par Jilano Alhuïn, un maître de renom, Sayanel Lyyant, un très bon ami de Jilano, et auquel il fait « une confiance absolue » (lui aussi maître marchombre) et Nillem apprenti de Sayanel. L'ultime tome voit la réapparition de la plupart des protagonistes des huit autres livres (La Quête d'Ewilan, Les Mondes d'Ewilan, Ellana et Ellana l'envol) mais reste centré sur le personnage d'Ellana, au moins pendant une grande partie de l'œuvre.
Au fil de l'œuvre, Ellana découvre la prophétie du Chaos dont son fils, Destan, serait la clef. Destan se fait enlever par des mercenaires du Chaos convaincus du rôle que celui-ci a à jouer pour eux et Ellana, bien qu'encore vivante, est laissée pour morte après avoir tenté de les en empêcher.
Au long de ces trois tomes on en apprend davantage sur la mystérieuse guilde des marchombres et sur ce qui fait l'« âme » des marchombres, souvent présentés à tort comme de simples voleurs, alors même que la grande majorité d'entre eux possède un code éthique très rigoureux.

## Livres
1. Ellana, Rageot, 25 octobre 2006, 432 pages,  (ISBN 978-2-7002-3270-7)
2. Ellana l'envol, Rageot, avril 2008, 456 pages,  (ISBN 9782700234015).
3. Ellana la prophétie, Rageot, octobre 2008, 624 pages,  (ISBN 9782700234022).

### Ellana
Ellana raconte l'histoire de la jeune fille du même nom de l'âge de cinq ans à l'âge de quinze ans.

#### Première partie:Enfance
Un convoi de pionniers fait route vers une région située au nord d'Al-Far pour y fonder un village. Parmi eux, Homaël Caldin, maître caravanier, son épouse Isaya et leur fille (dont le nom n'est pas mentionné dans le roman), âgée de cinq ans et débordante de curiosité, sa mère a appris à sa fille que pour chaque question, il y a deux réponses celles du poète et celle du savant ce principe lui restera pendant de nombreuses années. Lorsque le convoi est soudainement attaqué par des Raïs, Isaya la dissimule dans une trappe aménagée dans le plancher d'un chariot, ce qui lui permet d'échapper à la mort que trouvent l'ensemble des autres pionniers. Elle est alors trouvée et adoptée par deux Petits, Oukilip et Pilipip, qui sont frères, êtres humanoïdes vivant dans la Forêt Maison.
Elle y grandit pendant plusieurs années parmi les Petits, qui la nomment Ipiutiminelle (nom souvent abrégé en Ipiu) et l'élèvent. Mais à la suite d'une mésaventure avec des humains, Ipiu décide à l'âge de treize ans de rejoindre les siens et de retrouver ses origines. À l'aide d'un arbre passeur, qui permet de voyager en un instant d'un endroit à un autre, elle rejoint la ville d'Al-Far et y découvre la dureté et la violence du monde des humains. Elle y fait de nombreuses rencontres, dont celle d'une petite fille, Nahis, qui lui donne son nouveau nom : Ellana. Puis, lors d'une expédition vers le Nord à laquelle elle participe en tant que cuisinière, elle fait la connaissance d'un homme étrange, Sayanel Lyyant, qui, devinant qu'elle recherche ses origines, découvre et lui montre l'endroit où ses parents sont morts en la protégeant.
Peu après, le convoi est attaqué par des Raïs et l'intendante Entora, à laquelle Ellana était très attachée, trouve la mort. Ceci conduit la jeune fille à se demander s'il est raisonnable de s'attacher aux gens alors qu'à tout moment, ils peuvent nous être arrachés. Alors que la caravane est de retour à Al-Far et qu'il est temps pour ses membres de se séparer, Sayanel souffle à Ellana un mot censé constituer un indice pour répondre à cette question : marchombre.

#### Deuxième partie:La Voie des marchombres
Six mois plus tard, alors qu'elle travaille comme serveuse dans une taverne afin de gagner suffisamment d'argent pour s'acheter un cheval et partir à la découverte du monde, Ellana rencontre Jilano Alhuïn, qui dit être un ami de Sayanel. Jilano offre à Ellana de la guider sur la voie des marchombres, voie de la liberté, et ce en trois ans, qu'elle offre de son plein gré à Jilano, sans autre échappatoire que la mort. Elle accepte : Jilano l'initie aux techniques marchombres de combat et de maîtrise du corps et de l'esprit, mais aussi à la poésie et aux principes philosophiques des marchombres. Au cours de son apprentissage, Ellana retrouve Sayanel, lui aussi maître marchombre, et fait la connaissance de son jeune élève Nillem, qui ne reste pas insensible à ses charmes.
Ensemble, ils sont présentés au Conseil de la guilde des marchombres, qui entérine leur appartenance à leur communauté, puis passent avec succès la très difficile épreuve de l'Ahn-Ju, qui leur donne notamment le droit de prétendre à la greffe (extension du corps du marchombre que seuls les plus avancés sur la voie peuvent obtenir). Néanmoins, Ellana est victime d'une tentative d'assassinat lors de son Ahn-Ju. Pour éviter que cela ne se reproduise, Jilano et Sayanel l'envoient solliciter la greffe auprès du Rentaï, vénérable montagne seule apte à l'accorder ou non, par un itinéraire détourné et en compagnie de Nillem. Attaqués par des Ijakhis, créatures humanoïdes faites de sable, dans le Désert des Murmures, les deux jeunes gens sont sauvés par Essindra et Ankil Thurn, qui se présentent comme des marchombres mais dont Ellana se méfie. Elle accepte néanmoins qu'ils les accompagnent jusqu'au pied du Rentaï. Une fois sur place, Ellana se met à gravir la montagne, guidée par un murmure attrayant. Elle parvient à une grotte contenant un plan d'eau où elle pénètre et perd connaissance.

#### Troisième partie:Lames
Trois jours plus tard, Ellana se réveille au pied du Rentaï, seule et sans armes. Alors qu'elle se demande comment elle est arrivée là, elle est attaquée par trois mercenaires du Chaos. Elle découvre alors avec surprise qu'elle possède désormais des lames métalliques qu'elle peut faire jaillir à volonté entre ses phalanges. Après les avoir utilisées pour vaincre les mercenaires, elle retrouve Nillem alors qu'Essindra tente de le convaincre de la mort de son amie. Après de violents échanges verbaux avec la jeune marchombre, Essindra décide alors de s'en aller avec Ankil Thurn, laissant les jeunes gens seuls au pied de la montagne. Nillem explique à Ellana qu'il n'a pas obtenu la greffe, et exprime son admiration devant celle que son amie a obtenue.
Sur le chemin du retour, les deux apprentis sont de nouveau attaqués par des mercenaires du Chaos, mais ils sont sauvés par la soudaine apparition de Jilano et Sayanel, auxquels ils relatent alors les événements de leur voyage. Le roman s'achève quelque temps plus tard, alors qu'Ellana demande à Jilano pourquoi Nillem n'a pas obtenu la greffe alors qu'elle l'a obtenue : le maître marchombre explique que l'élève de Sayanel était devenu trop ambitieux, et que le Rentaï lui a refusé la greffe pour cette raison.

### Ellana l'envol
Ellana l'envol décrit la suite du parcours d'Ellana, de la fin de sa formation auprès de Jilano à sa rencontre avec Ewilan (qui correspond à la première apparition du personnage dans le premier tome de La Quête d'Ewilan).

#### Première partie:Envols
Un an a passé depuis la première rencontre entre Ellana et Nillem. Les deux apprentis marchombres, qui semblent désormais partager une parfaite connivence amoureuse, assistent ensemble au tournoi d'Al-Jeit, constitué de dix épreuves opposant les meilleurs guerriers de l'Empire. Y participent notamment Hurj Ingan, guerrier thül (et frère de Rhous Ingan, qu'Ellana a rencontré lors de son expédition dans le Nord), le jeune Bjorn Wil'Wayard, qui accomplit une performance exceptionnelle lors d'une des épreuves avant d'échouer lamentablement à la suivante, et surtout Edwin Til'Illan, tout nouveau commandant en chef des armées impériales qui parvient finalement à remporter les dix épreuves pour la première fois de l'histoire du tournoi.
En parallèle, Ellana poursuit son apprentissage aux côtés de Jilano Alhuïn. Celui-ci lui donne notamment une leçon de modestie en lui demandant de combattre un Frontalier ; elle est vaincue sans difficulté et met plusieurs jours à s'en remettre. Elle comprend alors que le fait d'être marchombre n'implique pas automatiquement la supériorité au combat. Satisfait de cette prise de conscience, Jilano lui demande alors d'escorter incognito un convoi à destination d'Al-Far transportant secrètement des sphères graphes, objets liés à l'Imagination qui pourraient être d'une grande utilité dans le cadre de la guerre que l'Empire mène contre les Raïs et les Ts'liches. La caravane est déjà censée être escortée par le marchombre Salvarode, mais Jilano n'a pas confiance en lui, d'où la mission d'Ellana.
La jeune marchombre apprend que Nillem doit accomplir une mission similaire, mais sur un convoi à destination d'Al-Vor. Les deux apprentis se rendent ensemble au port où sont débarquées les sphères graphes avant leur transfert dans les deux caravanes. Nillem fait au cours du trajet une allusion cinglante à Ellana au sujet de la greffe qu'elle a obtenue du Rentaï : elle se rend compte que la blessure laissée par le refus de la montagne d'accorder la greffe à Nillem est toujours vivace dans son esprit. Elle prend alors ses distances avec lui ; Nillem en prend conscience et s'excuse. Il lui propose de le retrouver à la fin de sa mission au bord du lac Chen. Ellana prend acte de cette proposition, sans encore savoir si elle honorera ce rendez-vous.

#### Deuxième partie:Chutes
Ellana intègre la caravane en tant qu'éclaireuse. Prétendant s'appeler Piu et avoir vingt ans, elle a la surprise de découvrir que le responsable de l'escorte n'est autre que le jeune Hurj Ingan, le guerrier thül qu'elle a aperçu au tournoi d'Al-Jeit. Elle se lie d'amitié avec lui et trouve rapidement sa place d'éclaireuse au sein de la caravane, rôle qu'elle partage avec Salvarode. Celui-ci semble initialement s'acquitter de sa tâche avec sérieux, mais il révèle bientôt sa vraie nature : alors qu'Hurj et Ellana s'étaient éloignés du lieu où la caravane bivouaquait, ils découvrent en revenant que leurs compagnons sont morts empoisonnés, que Salvarode a disparu et que les sphères graphes ont été dérobées. Ils se lancent alors à la poursuite des voleurs, qui s'avèrent être des mercenaires du Chaos. Ils parviennent à récupérer les sphères et à s'enfuir, non sans avoir infligé de lourdes pertes à leurs adversaires. Néanmoins, Hurj a reçu de sérieuses blessures : il décède peu après sur les genoux d'Ellana. Celle-ci, conformément à la tradition thüle, lui dresse un grand bûcher funéraire, puis rapporte ses armes à son frère Rhous Ingan à Al-Far. Apprenant ce qui s'est passé, celui-ci reconnaît qu'il a une dette d'honneur envers la marchombre et lui assure qu'il l'aidera un jour en retour.
Ellana livre aussi les sphères graphes au seigneur d'Al-Far, qui lui apprend que les Sentinelles ont trahi l'Empire en pactisant avec les Ts'liches. Ceux-ci bloquent désormais l'accès des dessinateurs alaviriens à l'Imagination, ce qui place l'Empire dans une situation catastrophique. Alors qu'Ellana déambule dans les rues d'Al-Far après cette entrevue, elle est retrouvée par Salvarode. La rencontre tourne à l'affrontement : Ellana, qui commet l'erreur de lui révéler son identité, s'échappe de justesse et quitte la ville à cheval. Considérant que sa mission a échoué (elle a certes livré les sphères graphes, mais n'a pas su protéger ses compagnons ni son incognito vis-à-vis de Salvarode), elle se met à douter d'elle-même, se demandant si elle est toujours une vraie marchombre. Elle tente de se rassurer en se disant que dans le cas contraire, le Rentaï ne lui aurait pas accordé la greffe : mais lorsqu'elle essaie de faire jaillir les lames entre ses phalanges, elle découvre, mortifiée, qu'il ne se passe rien. Elle perd alors complètement confiance en elle et se met à errer au bord du lac Chen.
Au milieu d'une roselière, elle rencontre une mystérieuse fillette du nom d'Eejil, qui se présente comme la gardienne de la Sérénissime, une cité d'apparence vénitienne qui « ne se dévoile qu'à ceux qui la méritent ». Ellana a la surprise de la découvrir effectivement sur le lac, là où il n'y avait rien un instant plus tôt. Un vieil homme du nom d'Andorel l'y attend : il lui apprend que sa mère était une marchombre et qu'il a été son maître. La jeune fille lui expose ses doutes au sujet de son statut de marchombre : Andorel lui répond qu'on ne cesse jamais d'être marchombre. Ellana perd alors connaissance et se réveille au milieu de la roselière. Ayant repris confiance en elle, elle constate que ses lames jaillissent de nouveau. En revanche, elle est intriguée de voir qu'Eejil et la Sérénissime ont disparu sans laisser de traces. Plongée dans ses réflexions, elle n'a pas le temps de réagir lorsqu'elle est brusquement attaquée par une dizaine de brigands. Elle est néanmoins sauvée par Doudou, le troll d'Eejil, qui lui adresse ensuite quelques paroles avant de disparaître lui aussi. Revigorée, Ellana prend la direction du sud, vers le lieu de son rendez-vous avec Nillem.

#### Troisième partie:Rebonds
Arrivée au lieu de rendez-vous, là où les Dentelles Vives rejoignent le lac Chen, Ellana constate, comme elle s'y attendait, que Nillem ne l'a pas attendue (son errance l'a mise en retard par rapport au délai qu'ils s'étaient fixé). Elle décide alors de gagner Al-Jeit pour retrouver Jilano et lui raconter ses aventures. Pour franchir les Dentelles Vives, elle doit passer par le gouffre du Fou, un large tunnel circulaire au milieu duquel se trouve un profond abîme qui lui donne son nom. Mais des mercenaires du Chaos l'y attendent : parmi eux, elle reconnaît Essindra, Ankil Thurn et surtout Nillem, dont Ellana découvre avec stupeur qu'il a trahi la guilde des marchombres (et le convoi qu'il escortait) pour rejoindre les rangs de l'ennemi. Le jeune homme tente de la convaincre de faire de même, invoquant une mystérieuse prophétie mentionnant l'élève d'un chevaucheur de brume, dont l'enfant « tiendra entre ses mains le sort des fils du Chaos et l'avenir des hommes ». Cet élève, selon l'interprétation des mercenaires du Chaos, serait soit Nillem, soit Ellana, d'où leur désir que la jeune marchombre les rejoigne.
Ellana n'en ayant aucune envie, elle utilise la technique du chant marchombre pour attirer son cheval, resté de l'autre côté du gouffre, dans le tunnel, avant de bondir dessus et de s'échapper avec les montures des mercenaires, qui n'ont pas eu le temps de réagir. Après en avoir offert une au jeune Aoro, qui, rêvant de découvrir le monde mais n'ayant pas assez d'argent pour s'acheter un cheval, a comiquement tenté de menacer la marchombre pour qu'elle lui en donne un, elle arrive en vue d'Al-Jeit. Elle est alors subitement attaquée par Salvarode, qui, sachant qu'elle emprunterait cette route, s'était posté à cet endroit ; elle se retrouve vite en fâcheuse posture, mais est sauvée par Jilano, averti de la situation par l'intermédiaire du vent. Le maître marchombre estime cependant qu'il n'aurait pas dû avoir besoin d'intervenir, car Ellana est désormais bien plus avancée sur la voie des marchombres que Salvarode, qui l'a quittée. Ces affirmations rendent confiance à Ellana, qui, sur ordre de Jilano, reprend le combat avec le traître et le vainc. Mais l'élève et le maître sont en désaccord avec le sort à réserver à Salvarode, car Ellana veut venger la mort des membres de la caravane. Le renégat en profite pour prendre ses jambes à son cou : Ellana l'abat de quatre flèches. Elle prend néanmoins conscience que cela n'a pas diminué son chagrin, et comprend pourquoi Jilano ne voulait pas le tuer. Celui-ci n'est néanmoins pas déçu d'elle, estimant simplement qu'elle devait découvrir cette leçon par elle-même.
De retour à Al-Jeit, elle relate son périple à Jilano. Elle s'interroge sur la vérité et le sens de la mystérieuse prophétie mentionnée par Nillem, mais son maître lui assure qu'il ne s'agit que d'« un ramassis de stupidités ». À l'automne suivant, alors qu'ils chevauchent vers la demeure de Sayanel afin de lui annoncer ce qu'est devenu Nillem, ils font halte dans une auberge en bord de lac. Ellana a la surprise d'y retrouver Aoro : le jeune homme continue de parcourir l'Empire et de découvrir le monde grâce au cheval de la marchombre. À la suite d'une altercation avec un brigand, il décide toutefois de rester à l'auberge pour aider les locaux à se protéger des attaques. Ellana et Jilano, eux, se rendent chez Sayanel et la marchombre lui apprend la trahison de son apprenti. L'ami de Jilano est effondré, mais il tient tout de même à assurer à Ellana qu'elle n'est pour rien dans ce qui s'est produit et qu'elle n'a aucun remords à avoir, avant de se retirer dans un endroit que Jilano ne veut pas révéler.

#### Quatrième partie:Rencontres
C'est l'hiver à Al-Jeit. Jilano emmène Ellana au siège de la guilde des marchombres pour assister à une présentation d'apprentie (celle de Jorune, un marchombre respecté) suivie d'une cérémonie de l'Ahn-Ju. S'ensuit une joute verbale entre la jeune fille et Riburn Alqin, marchombre médiocre qui s'est arrogé la présidence du Conseil et présente la voie des marchombres à l'apprentie de Jorune comme une soumission servile à la guilde. Plus tard, Jilano explique à son élève qu'il espérait cette intervention d'Ellana, qui lui a permis de jauger la position des différents membres de la guilde. En effet, explique-t-il, cette institution se délite et ne représente plus l'âme des marchombres, qui vit néanmoins toujours dans des personnes comme Ellana, Sayanel ou lui-même. Le printemps arrive : Jilano emmène Ellana au pied d'une montagne enneigée, lui entrave les mains et les pieds avec des chaînes et lui ordonne de monter jusqu'au sommet. L'apprentie s'exécute difficilement sans comprendre les raisons pour lesquelles son maître lui vole ainsi sa condition de marchombre. Elle prend conscience qu'en réalité, même enchaînée, elle reste marchombre, car ce statut transcende les limites de son corps. Satisfait, Jilano la libère de ses chaînes une fois arrivée au sommet. Il lui annonce par la même occasion que son apprentissage est achevé, et qu'elle est désormais libre : ils se séparent avec émotion, le maître lui assurant qu'il resteront liés pour l'éternité.
Deux ans plus tard, alors qu'Ellana converse amicalement avec Aoro dans l'auberge où il avait décidé de rester et dont il est désormais le tenancier, Jilano, resté à Al-Jeit pour garder un œil sur la guilde, tombe dans un piège et est assassiné d'une flèche. L'ayant ressenti à distance avant de voir ses craintes confirmées à Al-Jeit, Ellana fait irruption dans la salle du Conseil de la guilde en demandant des explications. Jorune calme les ardeurs de Riburn Alqin, qui voudrait que l'on se saisisse de la marchombre, avant d'affirmer à celle-ci qu'ils n'en savent pas plus qu'elle sur la mort de son maître. Ellana jure alors de retrouver l'assassin, puis retourne au sommet de la montagne où Jilano lui avait annoncé la fin de son apprentissage pour y répandre ses cendres.
Les années passent et l'Empire sombre peu à peu dans l'instabilité. À la pression des Raïs et des Ts'liches s'ajoutent des bandes de brigands qui sévissent dans tout le pays. Certains marchombres utilisent même leurs aptitudes pour se comporter en voleurs : Ellana, qui transporte désormais les courriers urgents qu'envoie l'Empereur aux responsables des grandes cités alaviriennes, en surprend un à Al-Vor et constate qu'il n'a rien saisi à la nature profonde de la voie des marchombres, ce qui lui fait envisager pour la première fois la possibilité de devenir maître à son tour. Peu après, elle aperçoit dans une taverne un groupe hétéroclite qui est en fait celui d'Ewilan au début de La Quête d'Ewilan : Edwin Til'Illan, Bjorn Wil'Wayard, Duom Nil'Erg, Salim Condo et Ewilan Gil'Sayan. Elle les rejoint peu après : c'est le début de ses aventures aux côtés d'Ewilan.

### Ellana la prophétie
Alors que les deux premiers tomes se déroulaient avant les deux trilogies La Quête d'Ewilan et Les Mondes d'Ewilan, cet ultime volet des aventures d'Ellana se déroule quelques mois après Les Tentacules du mal et fait apparaître bon nombre de personnages des deux premiers tomes du Pacte, comme Ellana, bien entendu, Nillem, Sayanel ou encore Aoro, mais aussi de nombreux protagonistes des deux trilogies précitées à l'instar d'Ewilan, Salim, Edwin ou Siam, pour n'en citer que quelques-uns.
Alors qu'elle se trouve chez elle, seule avec son fils Destan, Ellana reçoit la visite de mercenaires du Chaos qui enlèvent son fils, lui annoncent la mort d'Edwin, Salim et Ewilan, partis pour le Rentaï et la laissent pour morte. Ellana, mourante, se souvient de sa vie. Les parties en italique du roman concernent les souvenirs d'Ellana alors qu'elle est en train de mourir adossée à un bouleau. Elles cessent dès qu'Ellana emprunte l'arbre passeur auquel elle est adossée.
Elle avait 14 ans lorsqu'elle a rencontré Jilano qui l'a guidée sur la Voie des Marchombres. Après la mort de Jilano elle s'est jointe à Ewilan et ses compagnons pour leurs aventures. Elle tombe amoureuse d'Edwin, et Salim la suit sur la Voie des Marchombres. Ewilan, Salim, Edwin et Ellana embarquent ensuite sur les navires des fils du vent, et arrivent dans une ville où Ellana annonce à Salim qu'elle ne veut plus le guider sur la Voie. Alors que Salim est pris au piège par une bande, Ellana le sauve, et Salim comprend alors qu'il a été trop suffisant, trop sûr de ses aptitudes et qu'il a depuis lors, cessé de progresser sur la Voie. Alors qu'ils reviennent à bord du bateau, Salim retrouve la voie des Marchombres et Ellana reprend son apprentissage. Les fils du Vent décident d'explorer une terre au-delà de la grande faille de l'oubli : La grande Dévoreuse. Alors que le bateau se fait attaquer par l'herbe, Ewilan les sauve grâce à son Don du dessin. Les 4 compagnons rentrent ensuite en Gwendalavir. Salim continue son apprentissage et passe l'Ahn-Ju avec succès. Pendant ce temps, Ewilan rencontre des difficultés avec son Don, et on apprend qu'Ellana est enceinte. Alors que Salim est parti pour un long périple de caravane, Ellana met au monde son fils, Destan. Edwin et Ewilan accompagnent ensuite Salim au Rentaï pour demander la greffe. Alors que Salim obtient la greffe (ses mains font jaillir de la lumière qui peut prendre la forme de redoutables lames d'énergie) et ils se font attaquer par des Mercenaires du Chaos. Une bataille s'ensuit, laissant un seul Mercenaire survivant qui dit à Edwin « Tu n'as plus de chemin, celui que tu t'étais tracé appartient désormais au Chaos. » Edwin comprend alors qu'Ellana est en danger.
Ellana, mourante, se rend compte que le bouleau auquel elle est adossée est un Arbre passeur. Elle l'utilise pour se retrouver dans la Foret Maison des Petits. Ouk et Pil soignent alors Ellana de justesse et elle s'occupe de sa rééducation morale et physique.
Pendant ce temps, Edwin, Salim, Sayanel et Ewilan apprennent par Jorune qu'Ellana est morte, et ils entreprennent de réunir du monde pour délivrer Destan des mercenaires du Chaos (ils réunissent notamment des Frontaliers menés par Siam, des Thüls menés par Rhous Ingan, la légion Noire menée par Bjorn et 250 marchombres guidés par Salim).
Ellana, toujours dans la forêt des Petits, découvre grâce au vent où est cachée la cité des mercenaires : dans la forêt Ombreuse. Elle se rend donc dans la cité après avoir emprunté le joyau aux milles facettes, Ilfasidrel. Ellana rentre dans la cité, retrouve son fils, et pendant ce temps, la bataille menée par les Mercenaires et l'armée d'Edwin fait rage.
Alors qu'Ellana est prise au piège par Essindra et Nillem (maintenant amants), Edwin surgit et ensemble, ils tuent Essindra. Alors que Nillem prend Destan en "otage", Sayanel apparait, tue Nillem et libère Destan.
Une fois les retrouvailles effectuées, Salim termine son apprentissage. Le livre se finit par trois fêtes, l'anniversaire de Destan, la paix entre Thüls et Frontaliers, et la succession d'Edwin en tant que Seigneur des Marches du Nord. Ellana, elle, prend son fils et part à l'aventure, libre.

## Personnages
- Ellana Caldin : fille d'Homaël et d'Isaya Caldin qui était une Marchombre. Elle deviendra l'apprentie de Jilano Alhuïn, un très grand maitre marchombre et à son tour une grande marchombre. C'est d'elle dont parle la prophétie. Ses parents meurent alors qu'ils tentent de rejoindre le nord de Gwendalavir en caravane et qu'elle est âgée de 5 ans . Elle est recueillie par des Petits, des êtres assez semblables à des gnomes qui vivent dans une forêt, protégés des créatures malfaisantes par leur sort, et, de ce fait, se souciant seulement des framboises et de leurs copains. Ils sont très naïfs et enfantins. Ceux qui la recueillent, Oukilip et Pilipip (souvent abrégés en Ouk et Pil), lui donnent le nom d'Ipiutiminelle (abrégé en Ipiu dans les romans). Devenue adolescente, Ipiu décide, malgré un premier contact douloureux avec des hommes désirant dérober Ilfasidrel, le joyeux magique des Petits, de partir à la recherche de ses origines chez les humains, en utilisant un arbre passeur (arbre qui permet de se téléporter). Elle arrive à Al-Far, une grande ville du Nord dans laquelle elle aide une bande d'enfants voleurs à se débarrasser de leur chef, un adolescent sadique et sans scrupules. C'est à la suite de cette mésaventure qu'une petite fille très admirative, Nahis, qui voit en Ipiu la mère qu'elle n'a jamais connu donne à la jeune fille le nom de sa propre mère, Ellana. La jeune fille s'engage pour travailler dans une caravane, dans l'espoir de retrouver les traces de ses parents. Elle rencontre Sayanel Lyyant, un homme mystérieux avec lequel elle se lie d'amitié. Il lui révèle les quelques informations qu'il a collectées à propos de ses parents durant le voyage avant de la quitter quand la caravane prend fin. Cependant, il lui laisse avant de partir un indice bien mystérieux: un mot dont Ellana ignore encore la signification, "Marchombre". Ellana travaille ensuite dans une taverne malfamée pendant plusieurs mois, alors qu'elle rêve de découvrir le monde et d'être libre, "ne dépendre de personne!". Un soir, un inconnu l'observe. Après avoir mystérieusement répondu à ses questions de la même façon  que la mère d'Ellana, en séparant la réponse du savant et la réponse du poète, Il se présente : c'est Jilano Alhuïn. Il lui propose de la guider sur la voie des Marchombres, la voie de la Liberté...
- Nillem : fils de pêcheur, qui ne souhaite cependant pas reprendre la tradition familiale. Il décidera de partir à la découverte du monde, et il rencontrera Sayanel qui deviendra son maître Marchombre. Il passera quelques mois en compagnie d'Ellana, dont il tombera amoureux, et de Jilano. Il pensera toujours que la prophétie le concerne. Apprenti de Sayanel, Ellana et lui tombent amoureux l'un de l'autre dans le premier tome. Pourtant, Nillem possède beaucoup d'orgueil et, après s'être vu refuser la greffe par le Rentaï il passe du côté des mercenaires du Chaos et a une liaison tumultueuse avec une autre mercenaire : Essindra. Après avoir attaqué Ellana, il la laisse pour morte et enlève Destan, pensant que c'est l'enfant de la prophétie. À la fin du troisième tome, il est tué par son ancien maître Sayanel après avoir laissé mourir Essindra en duel contre Ellana : « Essindra mourut avec sur les lèvres le goût du sang, et celui, bien plus amer, de la trahison. »
- Sayanel Lyyant : Marchombre d'exception, maître de Nillem. Meilleur ami de Jilano, lui aussi maître marchombre, c'est lui qui parle d'Ellana à Jilano après l'avoir rencontrée lors d'une caravane. C'est le maître de Nillem avec qui Ellana noue une relation d'amitié amoureuse avant de déchanter en raison des incertitudes de Nillem, "je crois que je t'aime", et de sa propension à vouloir sans cesse se mesurer aux autres et les dépasser. Même après la mort de Jilano, Ellana et Sayanel restent amis et dans le dernier tome, il aide la jeune femme lors du combat ultime contre les mercenaires du Chaos.
- Jilano Alhuïn : Le plus grand Marchombre après Ellundril Chariakin, et maître d'Ellana. Il sera assassiné. Maître marchombre considéré comme l'un des plus grands arpenteurs de la voie des marchombres, il rencontre pour la première fois dans une taverne d'Al-Far et, fasciné par sa détermination et son énergie, lui propose de devenir son apprentie, alors même qu'il s'était juré de ne plus enseigner la Voie. Ellana et Jilano nouent une relation très forte lors de l'apprentissage de la jeune fille, Ellana considérant presque le marchombre comme un père de substitution. C'est lui qui apprend à Ellana les valeurs et les coutumes des marchombres. Après son assassinat, Ellana, dévastée, fait tout pour découvrir son meurtrier.
- Pilipip et Oukilip : Petits, vivants dans la Forêt Maison et pères adoptifs d'Ellana.
- Le grand Boulouakoulouzek (alias Boulou) : Chef des Petits.
- Homaël et Isaya Caldin : Les parents d' Ellana. Ils seront tués lors d'une attaque de Raïs quand Ellana est âgée 5 ans. Isaya s'avère aussi être une ancienne Marchombre.
- Essindra : prétendue marchombre qu'Ellana et Nillem rencontreront lors de leur pèlerinage au Rentaï. Ellana doute profondément de la nature Marchombre d'Essindra. Elle se révèlera par la suite être une Mercenaire du Chaos. C'est elle qui convaincra Nillem de la véracité de la prophétie et qui l'enrôlera dans les rangs ennemis.
- Jorune Aénandra : Marchombre doué d'un talent certain. Il fera partie du jury qui jugera l'épreuve d'Ellana durant l'Ahn-Ju, et c'est lui qui assassinera Jilano. Il est vraisemblable que ce soit lui qui ait tenté d'assassiner Ellana durant son Ahn-Ju, car il voit dans le noir, comme l'assassin de Jilano.
- Salvarode : Autre membre du jury lors de l'Anh-Ju d'Ellana. Il se révèle être l'un des Marchombres les plus doués de la guilde. Par la suite, on apprendra qu'il a cessé d'arpenter la voie pour se fourvoyer et devenir un membre des Mercenaires du Chaos. Il sera tué par Ellana, qui agira aveuglée par la vengeance.
- Riburn Alquin : marchombre de pitoyable niveau, décrit par Jilano comme « rampant sur la Voie ».
- Nahis : Enfant vivant seule avec son père après le décès de sa mère. Elle est sous le joug d'Heirmag et doit voler pour son compte. Cependant, c'est la plus jeune de la bande et elle ne parvient à assouvir la cupidité du potentat qui profite des enfants. Il jure alors de lui couper la main, et seule l'intervention d' Ellana parvient à lui éviter ce terrible châtiment, à la suite de quoi Nahis lui offre le prénom de sa défunte maman, Ellana, qui remplacera celui qu'elle portait jusqu'à présent et qui n'était autre qu' Ipiutiminelle. Heirmag reviendra lors de l'absence d'Ellana pour tenir sa promesse et coupera la main de la fillette, avant de la blesser à l'abdomen ce qui entraînera sa mort. Ellana en sera à jamais affectée.
- Lahira : Jeune fille de 18 ans tuée par Salvarode qui était la cuisinière de la caravane dans L'Envol.
- Eejil : C'est la gardienne de la cité mystérieuse appelée "Sérénissime" . Elle est accompagnée de Doudou, son troll. C'est une petite fille d'apparence normale mais ses yeux recèlent une grande sagesse.
- Doudou : C'est un troll, le protecteur d'Eejil, la gardienne de la Sérénissime. Il offre à Ellana des paroles réconfortantes alors qu'elle se sent au plus bas.
- Aoro, un jeune homme qui rêve de partir à la conquête du monde, mais qui abandonne ses projets pour devenir aubergiste. Il est également amoureux d'Ellana.
- Oûl, le cuisinier de l'auberge.
- Hurj Ingan, un Thül qui accompagne la caravane pour protéger des sphères graphes. Tombé amoureux d'Ellana, il est malheureusement assassiné par Salvarode. Ellana finira par le venger. Il est aussi le frère de Rhous Ingan.

Dans le troisième tome, on retrouve de nombreux personnages découverts au cours des deux premières trilogies :
- Edwin Til' Illan : Ellana le découvre pour la première fois à 17 ans, lors du grand tournoi d'Al-jeit, mais elle le rencontrera vraiment accompagné de Camille Duciel (alias Ewilan), Salim Condo, Bjorn Wil'Wayard, Maniel et Hans, soldats d'Al-Vor, lors de leur quête pour sauver l'Empire. Plus tard, il fera sa vie aux côtés d'Ellana.
- Ewilan Gil' Sayan : Plus grande dessinatrice de Gwendalavir, sœur de cœur d'Ellana, et petite amie de Salim. Elle est la fille d'Élicia et d'Altan Gil'Sayan et la sœur de Mathieu.
- Mathieu Gil'Sayan : il possède un étrange pouvoir grâce auquel il maîtrise totalement le pas sur le côté. Il est aussi le fis d'Atlan et d'Élicia.
- Salim Condo : élève d'Ellana, rieur, et fou amoureux d'Ewilan. C'est en partie lui qui guidera les Marchombres lors de l'attaque de la cité du Chaos.
- Bjorn Wil'Wayard : Chevalier Alavirien, ami d'Ellana, qui conduira en grande partie l'attaque de la cité du Chaos en tant que général de la Légion Noire pour venger Ellana.
- Destan : fils d'Ellana et d'Edwin, et cité dans la Prophétie. Destan, signifie "destin" en langue Alavirienne et se prononce des-temps au contraire de des-tane.
- Ellundril Chariakin : Marchombre légendaire qui inspire Ellana. Son succès légendaire lui vaut la surnom de "chevaucheuse de brume".
- Erilys : faëlle à la beauté légendaire, compagne de Chiam Vite.

## La guilde des Marchombres
La guilde des Marchombres est une guilde secrète, œuvrant dans l'ombre pour la stabilité et l'Harmonie contre le Chaos. Le conseil, composé par six maîtres marchombres parmi les plus anciens de la guilde, est garant du Pacte des marchombres, "une lumière sur la Voie [...] qui permet de ne pas s'en éloigner", un accord qui fait promettre de n'utiliser ses capacités que pour y avancer. (Le Pacte des Machombres).
On devient apprenti(e) marchombre sur proposition d'un maître marchombre, on peut alors refuser ou accepter. Si l'élève accepte il doit jurer obéissance absolue au maître marchombre durant trois ans. Le maître a pour objectif de guider son élève sur la Voie jusqu'à n'avoir plus rien à lui apprendre. Seul le maître marchombre décide de l'enseignement qu'il donne à son élève, personne n'a le droit de lui dicter sa conduite.La valeur maîtresse des marchombres est la liberté. L'enseignement se déroule "parfois dans la douleur, souvent dans le doute, toujours dans la difficulté".
Durant les trois années d'apprentissage, le maître doit présenter son élève au conseil qui entérinera sa position d'apprenti(e) après une série de questions poétiques et mystérieuses, "Où se trouve la Voie des Marchombres?" ou, au contraire, y apposera son veto (assez rare) ; le Conseil ne revient jamais sur ses décisions et elles sont irrévocables. "Le Conseil énonce mais les marchombres vivent".
C'est la première épreuve.
Si le Conseil entérine la position de l'apprenti(e), le maître-marchombre peut également le présenter à l'Ahn-Ju s'il l'en juge digne et capable.
Cette cérémonie se compose de plusieurs épreuves d'adresse et de vivacité. Si l'apprenti(e) termine avec succès les épreuves de l'Ahn-Ju, cela lui donne le droit de solliciter la greffe (pas de l'obtenir) au mont Rentaï et celui, plus tard, de devenir maître-marchombre. "Mais si l'élève échoue, meurt ou abandonne, la greffe lui devient à jamais inaccessible, tout comme le titre de Maître et la possibilité de former un ou des apprentis". Cette épreuve n'est accessible que durant les trois années d'apprentissage sous la tutelle de son maître.
C'est la deuxième épreuve. S'il la réussit, l'élève peut prétendre à la greffe, son maître lui indiquera alors l'emplacement du Rentaï.
Le Rentaï est une montagne sacrée douée de jugement et peut-être de vie, qui peut offrir au marchombre une greffe unique, si elle l'en juge digne. Cette greffe diffère selon les individus, et son détenteur n'en révèle que très rarement la nature.
L'existence et les pouvoirs du Rentaï ne sont connus que par très peu mais pas uniquement par les marchombres : les mercenaires du Chaos, les Rêveurs du septième cercle, l'Empereur et son entourage proche en connaissent également l'existence.
Les plus grands opposants aux marchombres sont les mercenaires du Chaos. Ce sont des personnes possédant les mêmes capacités que celles des marchombres, mais qui "les utilisent à des fins diamétralement opposées". Parmi eux, parfois, se trouvent des marchombres qui ont renié leur guilde pour tenter d'acquérir plus de puissance. D'après Jilano Alhuïn, leur guilde est encore plus secrète et mystérieuse que celle des marchombres, mais ils ont renié le Pacte, toutes les valeurs de la Voie telles que la liberté, l'harmonie, l'équilibre ou le respect. Alors que les marchombres n'ont que faire du pouvoir, eux le recherchent à tout prix et sont prêts à asservir tout Gwendalavir. Jilano, inquiet, révèle à Ellana que "Leur objectif final est le chaos", puisque, loin de penser, comme Ellana, qu'il "causera leur propre perte", "ils croient au contraire qu'il constituera le terreau d'un monde nouveau dont ils seront le cœur". Leur immoralité et leur reniement des principes de la Voie représentent les plus grandes craintes des marchombres.
Le centre de la guilde des Marchombres se trouve dans la ville d'Al-Jeit, dans les souterrains secrets. Elle est guidée par le Conseil des Marchombres, composé de 6 Marchombres doyens de renom et parmi les plus anciens. C'est grâce à ce conseil que les apprentis marchombres peuvent être présentés et ainsi officialiser le fait d'arpenter la Voie. La guilde des marchombres fait aussi passer un examen aux apprentis marchombres, l'Ahn-Ju, pour leur permettre de devenir Maîtres à leur tour. Ceux qui réussissent l'Ahn-Ju peuvent prétendre à la greffe (qu'offre le Rentaï, montagne sacrée) aux marchombres dont il la juge digne. Chaque greffe est parfaitement adaptée au marchombre qui la porte, en parfaite harmonie avec lui-même.
La greffe n'est pas une "arme", c'est le prolongement de la voie. Si pour certains, elle peut au besoin servir d'arme, elle peut être juste pratique (voir dans le noir, ouvrir des serrures en posant la main dessus, se prendre pour un aimant géant...).
Cependant, la Guilde perd peu à peu son pouvoir sur les marchombres : comment prétendre guider des êtres aussi épris de liberté et individualistes ? C'est ainsi que lorsque La Guilde des Marchombres sombre un soi-disant "maître" marchombre (qui n'a pas passé l'épreuve de l'Ahn-Ju) y accède. D'après ses propres mots "siéger au conseil donne offre titre".
Ensuite, dans les livres d'Ewilan, on peut observer que le conseil décline de plus en plus. De plus, Ellana ne se sent plus "redevable" envers les marchombres siégeant au conseil. La Guilde se dissout, malgré les efforts qu'a pu faire Jilano, le maître d'Ellana, pour la remettre sur pied lors de son vivant.
Néanmoins dans le dernier livre du "Pacte des Marchombres", on apprend que la guilde se reconstruit : Riburn Alquin est chassé du conseil, Sayanel en est devenu le porte-parole (membre le plus important du conseil) et la plupart des marchombres sont présents lors des épreuves de l'Ahn-Ju et de la présentation des apprentis (une centaine à la présentation et aux épreuves de l'Ahn-ju alors que lorsque Ellana était devenu apprentie il y en avait tout au plus une trentaine).
Ellundril Chariakin est une marchombre légendaire aussi nommée "chevaucheuse de brume" (en raison d'un pouvoir mystérieux qu'acquièrent, dit-on les meilleurs marchombres), mais dont l'existence est souvent remise en question. C'est la plus douée de tous les marchombres et elle est comme un modèle pour chacun d'eux. Alors que tout marchombre maîtrise le silence et la discrétion, même la mort est incapable de trouver Ellundril.
Dans la fin d'un des tomes on lit même qu'un dragon gardant un trésor n'aurait même pas perçu l'entrée d'Ellundril Chariakin et se serait laissé chevaucher.

## La Prophétie
La Prophétie est la base de la guilde des Mercenaires du Chaos. Elle figure dans le Livre du Chaos, qui a été amené par un étranger, à moitié fou, qui prétendait venir d'un pays d'au-delà de la mer des Brumes, où des enfants mangent des hommes, et où existe des animaux hauts comme des montagnes (voir Les tentacules du Mal), et plus loin, si l'on traverse la Grande Dévoreuse, on accède à la Maison aux Mille Portes (voir l'Autre).
La Prophétie en elle-même dit : "Lorsque les Douze disparaîtront, et que l'élève dépassera le Maître, le Chevaucheur de brume le libérera de ses chaînes. Six passeront et le collier du Un sera brisé. Les Douze reviendront alors, d'abord dix, puis deux qui ouvriront le passage vers la Grande Dévoreuse. L'élève s'y risquera et son enfant tiendra dans ses mains le sort des Fils du Chaos et l'avenir des hommes".
Explication :
- les Douze sont les Sentinelles qui disparaissent dans Ellana l'Envol.
- Ellana est l'élève de Jilano Alhuïn, qui est effectivement capable de chevaucher la brume. Et lorsqu'il n'a plus rien à lui apprendre, il lui fait gravir une montagne avec des chaînes aux mains et aux chevilles. En haut de la montagne, il les lui retire et lui annonce qu'elle est libre. Elle finira par le dépasser au cours des années suivantes.
- Le Dragon arrive à Al Poll d'abord (le Un) puis 5 : Ewilan accompagnée de Salim, Duom Edwin et Ellana formant les Six. Ewilan délivre le Dragon (Héros de la Dame, chargé pas les Ts'liches de garder dix des douze Sentinelles) de son collier. Elle libère les dix Sentinelles retenues, et délivre avec son frère ses parents un peu plus tard. Ces deux Sentinelles traversent la mer des Brumes(La Forêt des Captifs). Ils sont rejoints par leurs enfants et leurs amis (Les tentacules du Mal). À la fin de cette aventure, Ellana, Edwin, Salim et Ewilan restent avec le peuple des Haïnouks pour explorer ce nouveau continent. Ils arrivent devant une grande prairie, dans laquelle ils s'engagent. Mais la Prairie commence à dévorer le bateau des Haïnouks. Ewilan réussit à sauver presque tout le monde, et les Haïnouks surnomment cette prairie "La Grande Dévoreuse".
- Les Mercenaires du Chaos, persuadés que Destan leur permettra de régner sur le monde, l'enlèvent. Tous les amis d'Ellana, ainsi que l'armée impériale et les guerriers Thüls et Frontaliers se mobilisent pour le retrouver, et détruisent la Cité du Chaos, avec tous ses habitants : Destan tenait bien leur destin dans ses mains.

## Adaptation en bande dessinée
Une adaptation en bande dessinée, appelée Ellana, illustrée par Montse Martin et scénarisée par Lylian, est publiée aux éditions Glénat. Elle comprend six tomes, parus entre le 27 avril 2016 et le 21 avril 2021.

## Prix et récompenses
- 2007 : Grand Prix du roman jeunesse Lire-SNCF, pour Le Pacte des Marchombre 1: Ellana[4]
- 2008 : Prix Paille en Queue du Salon du Livre jeunesse de l'océan Indien, pour Le Pacte des Marchombre 1 : Ellana[5]